# Club Sport Emelec 1994
Questa voce raccoglie le informazioni riguardanti il Club Sport Emelec nelle competizioni ufficiali della stagione 1994.

## Stagione
Rinforzato con l'arrivo del nuovo allenatore Torres Garcés e, tra gli altri, dei giocatori Hurtado dal Correcaminos UAT (Messico), Pico dal Boca Juniors (Argentina) e Almada dall'Universidad Católica (Cile), l'Emelec vince l'ottavo titolo della sua storia calcistica. Dopo aver ottenuto il terzo posto nella prima fase del torneo, a due punti dall'El Nacional secondo classificato, la seconda fase vede il club piazzarsi in seconda posizione nel proprio gruppo; giunto in fase finale, riuscì a superare le altre 7 concorrenti del girone per il titolo, divenendo campione d'Ecuador per 0,5 punti di vantaggio sull'El Nacional.

## Maglie e sponsor
| Casa |

## Rosa
| N. |                    | Ruolo | Calciatore       |
| -- | ------------------ | ----- | ---------------- |
|    | Ecuador (bandiera) | P     | Alex Cevallos    |
|    | Ecuador (bandiera) | P     | Jacinto Espinoza |
|    | Ecuador (bandiera) | P     | Emilio Valencia  |
|    | Ecuador (bandiera) | D     | Fabricio Capurro |
|    | Ecuador (bandiera) | D     | Luis Capurro     |
|    | Ecuador (bandiera) | D     | Dannes Coronel   |
|    | Ecuador (bandiera) | D     | Héctor Ferri     |
|    | Ecuador (bandiera) | D     | Ángel Hurtado    |
|    | Ecuador (bandiera) | D     | Iván Hurtado     |
|    | Ecuador (bandiera) | D     | José Minda       |
|    | Ecuador (bandiera) | D     | Augusto Porozo   |
|    | Ecuador (bandiera) | D     | Máximo Tenorio   |
|    | Ecuador (bandiera) | C     | Marco Caicedo    |
|    | Brasile (bandiera) | C     | Edu Manga        |
|    | Ecuador (bandiera) | C     | Kléber Fajardo   |

| N. |                      | Ruolo | Calciatore         |
| -- | -------------------- | ----- | ------------------ |
|    | Ecuador (bandiera)   | C     | Joaquín Mina       |
|    | Argentina (bandiera) | C     | Marcelo Morales    |
|    | Ecuador (bandiera)   | C     | Vidal Pachito      |
|    | Argentina (bandiera) | C     | Walter Pico        |
|    | Ecuador (bandiera)   | C     | Eduardo Smith      |
|    | Ecuador (bandiera)   | C     | Ivo Ron            |
|    | Ecuador (bandiera)   | C     | Enrique Verduga    |
|    | Argentina (bandiera) | A     | Juan Carlos Almada |
|    | Ecuador (bandiera)   | A     | Jorge Batallas     |
|    | Ecuador (bandiera)   | A     | Iván Burgos        |
|    | Ecuador (bandiera)   | A     | Ángel Fernández    |
|    | Ecuador (bandiera)   | A     | Humberto Garcés    |
|    | Ecuador (bandiera)   | A     | Eduardo Hurtado    |
|    | Ecuador (bandiera)   | A     | Javier Medina      |
|    | Argentina (bandiera) | A     | Roberto Oste       |

## Statistiche

### Statistiche di squadra
| Competizione       | Punti | Totale | Totale | Totale | Totale | Totale | Totale |
| Competizione       | Punti | G      | V      | N      | P      | Gf     | Gs     |
| ------------------ | ----- | ------ | ------ | ------ | ------ | ------ | ------ |
| Serie A            | 58    | 44     | 24     | 10     | 10     | 80     | 33     |
| Coppa Libertadores | 9     | 8      | 4      | 1      | 3      | 12     | 8      |
| Totale             | 67    | 52     | 28     | 11     | 13     | 92     | 41     |